# Cratere Wexler
Wexler è un cratere lunare di 52,44 km situato nella parte sud-occidentale della faccia nascosta della Luna.